# إليزابيث موردوك (فاعلة خير)
إليزابيث جوي موردوك، السيدة موردوك، كانت ناشطة خيرية أسترالية ورأس عائلة موردوك. كانت زوجة ناشر الصحف الأسترالي السير كيث موردوك وأم الرجل الذي يمتلك وسائل الإعلام الدولية روبرت موردوك. عينت سيدة آمرة برتبة الإمبراطورية البريطانية في عام 1963 للأعمال الخيرية التي قامت بها في أستراليا وخارجها.

## عائلتها
ولدت موردوك في ملبورن في 8 فبراير 1909، وكانت الأصغر بين ثلاث بنات لماري جريس دي لانسي (من عائلة فورث) وروبرت جرين. كان جدّها ويليام هنري غرين مهندس سكك حديد أيرلندي (واحد من ثلاثة مفوضين لسكك حديد فيكتوريا) هاجر إلى أستراليا وتزوج فاني، الابنة الرابعة لجورج جوفيت. كان أسلاف والدتها اسكتلنديين وإنجليز، وكان أحد أجدادها من أمها ضابطًا في الهند الغربية. تلقت إليزابيث تعليمها في مدرسة سانت كاثرين في توراك، وفي مدرسة كلايد في ووديند. تزوجت كيث موردوك، الذي يكبرها بنحو 23 عامًا، في عام 1928، وورثت معظم ثروته عند وفاته في عام 1952. بالإضافة إلى روبرت، أولادها هم جانيت كالفيرت-جونز وآن كانتور وهيلين هاندبيري. عند وفاتها، كان لديها 77 نسلًا على قيد الحياة.

## العمل الخيري
كرّست موردوك حياتها للعمل الخيري. قبل زواجها، عملت متطوعة في الجمعية الملكية لمنع القسوة ضد الحيوانات. انضمت السيدة إليزابيث موردوك إلى لجنة إدارة مستشفى الأطفال الملكي في عام 1933، وكانت رئيسة له بين عامي 1953 و1965. في مقالة من عام 2003 نشرت في صحيفة ملبورن «ذي إيج»: «قليلون من يمكنهم مجاراة المساهمة الكبيرة للسيدة إليزابيث. اهتماماتها متعددة لدرجة أنها تحتاج تصنيفًا أبجديًا: الأكاديمية، والفنون، والأطفال، والنباتات والحيوانات، والتراث، والبحوث الطبية، والرعاية الاجتماعية. استفادت العديد من أهم المؤسسات في ملبورن وأستراليا، بدءًا من مستشفى الأطفال الملكي إلى الباليه الأسترالي والحدائق النباتية، من مشاركتها. كرّست موردوك نفسها أيضًا لأهداف أقل شعبية: مثل السجناء، والأطفال من متلقي الرعاية، الذين يحاربون الأمراض النفسية والإدمان».
كانت موردوك مديرة مدى الحياة لمستشفى المرأة الملكي. كانت راعية معهد بحوث أطفال موردوك والجمعية الأسترالية الأمريكية (فيكتوريا) التي أسسها زوجها. كانت راعية وعضوًا مؤسسًا في مؤسسة «إي دبليو. تيبينغ» وأحد الأعضاء المؤسسين لمؤسسة الصمم في فيكتوريا. كانت أول امرأة في مجلس أمناء المعرض الوطني في فيكتوريا، وعضوًا مؤسسًا في ورشة فيكتوريا للنسيج. كانت عضوًا في مجلس رعاة مؤسسة الصرع في فيكتوريا. تعد حديقتها «مزرعة كرودين» في لانغوارين واحدة من أفضل أمثلة أستراليا على فن تصميم الحدائق، وتفتح بانتظام أمام الجمهور. صممت أصلًا من قبل إدنا والينغ.

## الامتيازات

### الأوسمة والميداليات
لخدمتها كرئيسة لمستشفى الأطفال الملكي في ملبورن، حصلت موردوك على وسام القائد من رتبة الإمبراطورية البريطانية (الدائرة المدنية) في قائمة تكريمات عيد ميلاد عام 1961. لدورها في بناء مستشفى جديد للأطفال في ملبورن، عينت سيدة آمرة برتبة الإمبراطورية البريطانية (الدائرة المدنية) في قائمة تكريمات رأس السنة عام 1963. في يونيو 1989، حصلت على وسام أستراليا برتبة رفيقة (الدائرة المدنية)، لخدماتها للمجتمع، وحصلت أيضًا على ميدالية الذكرى المئوية في عام 2001 لخدماتها الخيرية لمجتمع الفنون الأسترالي.

### مراتب الشرف
كانت موردوك زميلة فخرية في جمعية مهندسي الحدائق الأستراليين، وساهمت في إنشاء كرسي إليزابيث موردوك لعلم تصميم الحدائق وجمعية تاريخ الحدائق الأسترالية. حصلت في عام 1983 على شهادة الدكتوراه الفخرية في القانون من جامعة ملبورن تقديرًا لمساهماتها في البحث والفنون والعمل الخيري. نصبتها كلية ترينيتي في ملبورن كزميلة في عام 2000. في ذلك العام، كانت لوحة لموردوك في معرض الصور الوطني في كانبرا أول لوحة طُلبت من ورشة النسيج في فيكتوريا. صمم الصورة الفنان كريستوفر بايت، وأعدتها على الحاسوب نورمانا وايت ونسجتها ميريل دومبريل. في عام 2001، أطلقت مؤسسة «تريلورز» اسمها على إطلاق وردة جديدة. بعد تبرعات واسعة النطاق إلى الحدائق النباتية الملكية في ملبورن، تم تسمية نوع من النباتات التسمانية «بورونيا إليزابيثي» باسمها. حصلت أيضًا على جائزة من الحكومة الفرنسية لدعمها معرض أعمال النحات الفرنسي أوغست رودان في ملبورن عام 2002. في عام 2003، أُدخلت موردوك كعضو حيوي في جمعية الأسترالية للإحسان، وحصلت على مفتاح مدينة ملبورن في حفل رسمي في قاعة بلدة ملبورن. في عام 2004، تم تغيير اسم إحدى المدارس الثانوية، مدرسة لانغوارين الثانوية، إلى كلية إليزابيث موردوك تكريمًا لجهودها في المجتمع المحلي. حصلت موردوك تقديرًا لجهودها الخيرية على جائزة «فيكتوريان أوف ذا يير» في عام 2005 عند بلوغها سن السادسة والتسعين. في عام 2009، سميت قاعة العروض الرئيسية في مركز ملبورن للحفلات الموسيقية باسمها تكريمًا لها. في عام 2010، أتمت مدرسة غيلونغ الثانوية إنشاء بيت داخلي جديد للفتيات باسمها.
في يناير 2007، في سن السابعة والتسعين و11 شهرًا، تجاوزت موردوك السيدة أليس تشيزهولم لتصبح أكبر سيدة معمرة في أستراليا.